# Dolna Nawarra
Dolna Nawarra (fr. Basse-Navarre, bask. Nafarroa Beherea lub Baxenabarre) – była francuska prowincja, obecnie w składzie departamentu Pireneje Atlantyckie w regionie Akwitania. Jest północno-wschodnim fragmentem terytorium Królestwa Nawarry, podzielonego w XVI wieku pomiędzy Kastylię-León oraz Królestwo Francji. Dolna Nawarra tradycyjnie uznawana za jedną z sześciu części składowych Nawarry, a także jedną z prowincji Baskonii (Baskonia Północna).
Dolna Nawarra położona jest pomiędzy dwiema innymi prowincjami składającymi się na francuską część Baskonii – od północnego zachodu graniczy z Labourd (bask. Lapurdi), zaś od wschodu z Soule (bask. Zuberoa). Na południe oraz na południowy zachód od krainy znajduje się terytorium właściwej, położonej w Hiszpanii Nawarry, natomiast na północy sąsiaduje ona z departamentem Landy.
Terytorium tej dawnej prowincji to ok. 1,3 tys. km², na którym w 1990 roku zamieszkiwało 25 356 osób (przy 44 450 w roku 1901). Ponad 61% ludności włada językiem baskijskim.
Głównymi miastami są Saint-Jean-Pied-de-Port (uważane za nieoficjalną stolicę regionu) i Saint-Palais. Na północnych krańcach Dolnej Nawarry znajduje się miasteczko Bidache, dawniej (XVI–XIX wiek) będące niezależnym księstwem. Największe rzeki to Nive i Bidouze.

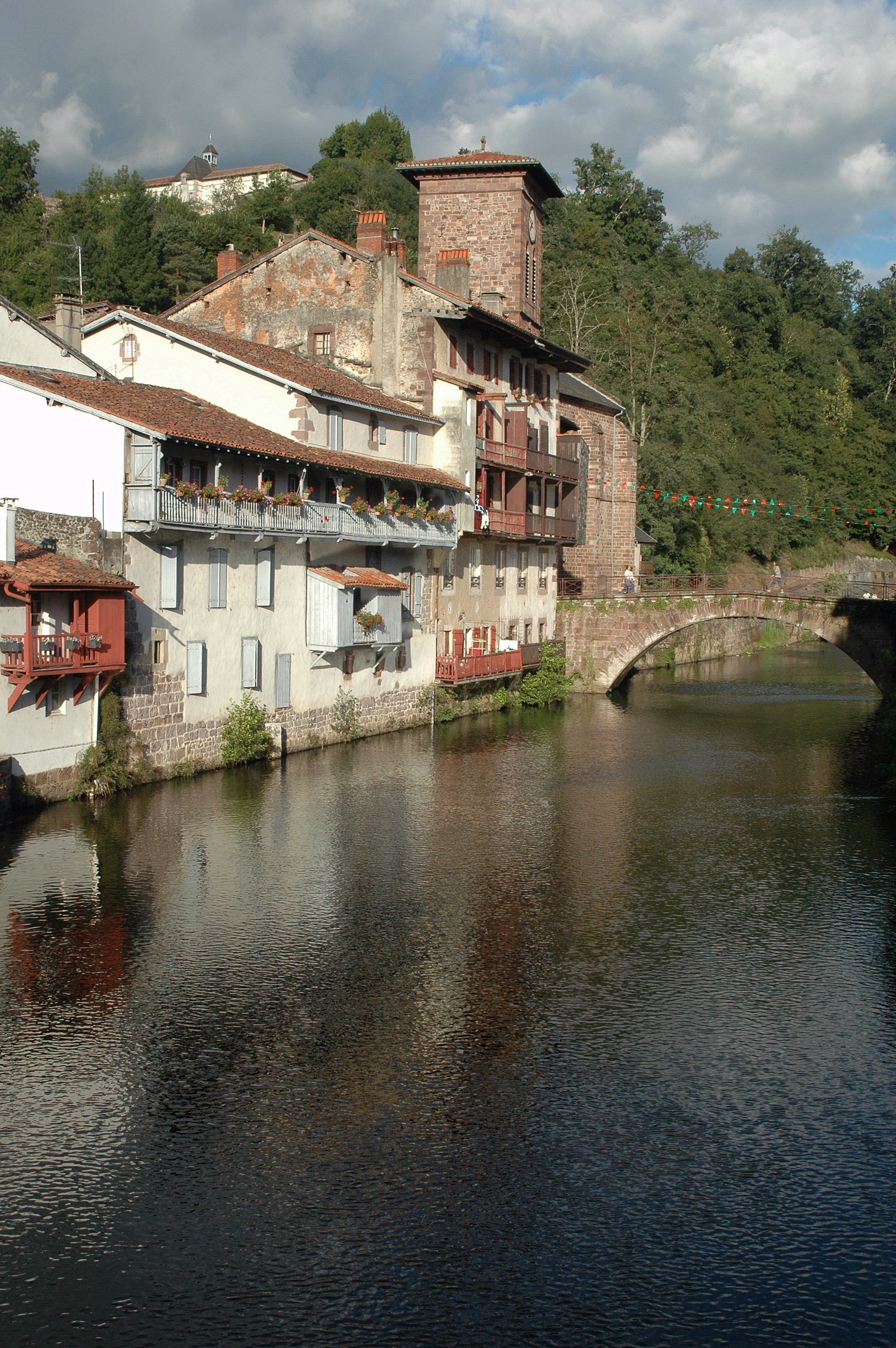
Rzymski most w Saint-Jean-Pied-de-Port
Dolna Nawarra (kolor fioletowy) zaznaczona na mapie Nawarry